# Unciti (concejo)
Unciti (en euskera: Untziti) es una localidad española y un concejo de la Comunidad Foral de Navarra perteneciente al municipio de Unciti. Está situado en la Merindad de Sangüesa, en la Comarca de Aoiz. Su población en 2014 fue de 75 habitantes (INE).